# Las tres hermanas (Canadá)

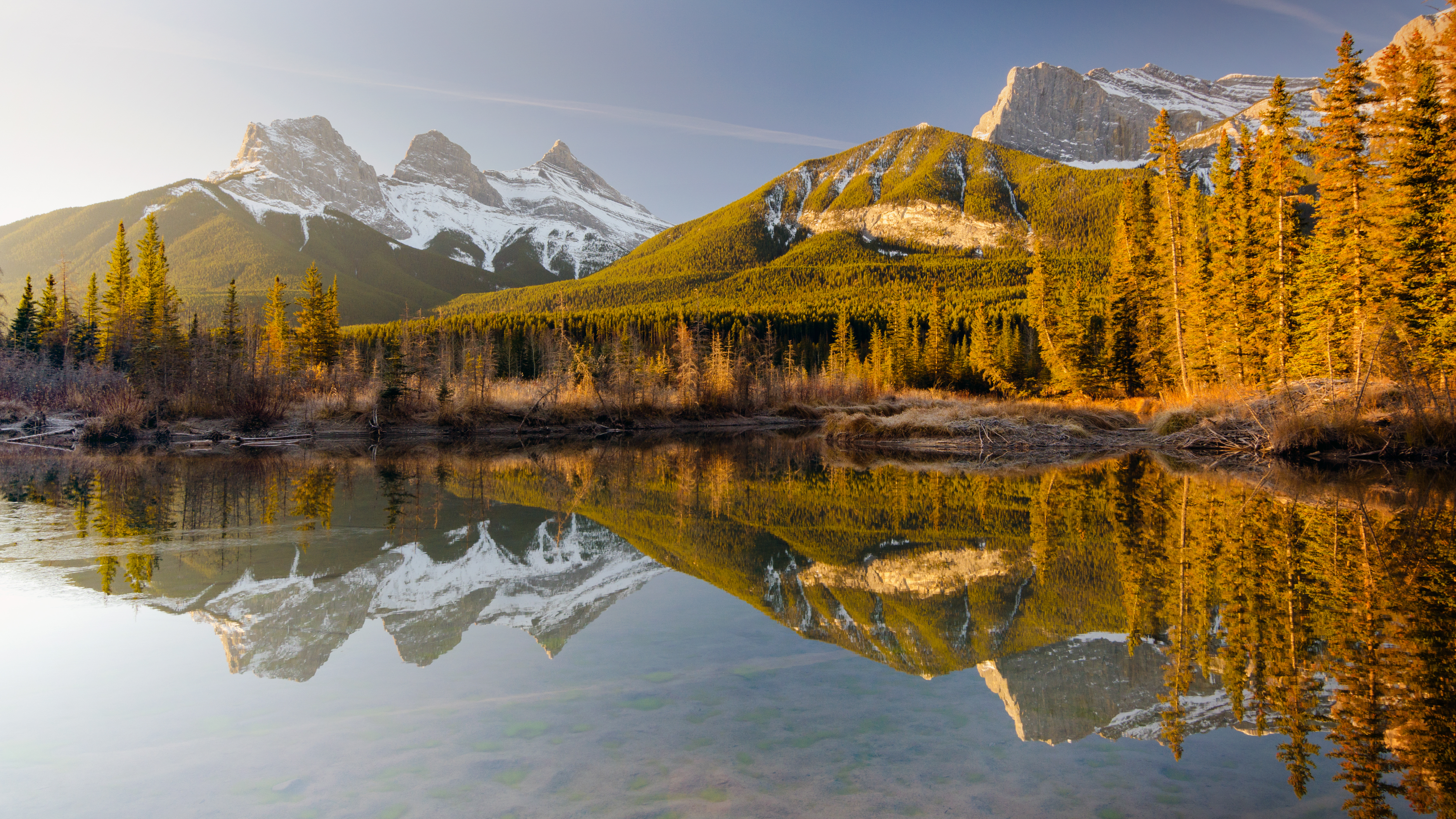
Las tres hermanas vistas desde Policeman Creek en la salida del sol reflejada en el río Bow

Las tres hermanas (en inglés: The Three Sisters) son un trío de cumbres cerca de Canmore, Alberta, Canadá. En forma individual se les denomina Big Sister, Middle Sister y Little Sister.
En la lengua tradicional de los Îyârhe Nakoda (Stoney) las cumbres también son denominadas las tres hermanas. Sin embargo, el nombre hace referencia a la historia de Ĩ-ktomnĩ, un anciano, que siempre que estaba en problemas decía que tenía 'tres hermanas' casaderas.

## Historia
En 1883, Albert Rogers, un sobrino del Mayor A. B. Rogers, nombró a las tres cumbres por primera vez:

Anoche hubo una gran tormenta de nieve, y al levantarnos por la mañana y salir de nuestra tienda he notado que los tres picos tenían un grueso manto de nieve sobre su lado norte y le dije a los muchachos, 'Miren las Tres Monjas'.

Inicialmente llamadas las Tres Monjas, posteriormente fueron renombradas las Tres Hermanas. Este último nombre aparece en el mapa de 1886 de George Mercer Dawson, quien aparentemente encontró el nombre, y resultaba más apropiado al espíritu del Protestantismo.

## Cumbres
| Cumbre                    | m    | Coordenadas                                   | Primera ascensión |
| ------------------------- | ---- | --------------------------------------------- | ----------------- |
| Big Sister (Fé)           | 2936 | 51°00′50″N 115°21′00″O / 51.01389, -115.35000 | 1887              |
| Middle Sister (Caridad)   | 2769 | 51°01′00″N 115°20′00″O / 51.01667, -115.33333 | 1921              |
| Little Sister (Esperanza) | 2694 | 51°01′30″N 115°20′00″O / 51.02500, -115.33333 | 1925              |

Big Sister es una trepada de dificultad moderada en las laderas suroeste mientras que Middle Sister es una trepada fácil desde  Stewart Creek. El ascenso de Little Sister es más difícil requiriendo de habilidades de escalada técnica. La Travesía de las Tres Hermanas es un ascenso muy peligroso que muy rara vez se lleva a cabo.